# راجر کیسمنت
راجر کیسمنت (ایرلندی: Ruairí Dáithí Mac Easmainn؛ ۱ سپتامبر ۱۸۶۴ – ۳ اوت ۱۹۱۶) یک دیپلمات اهل ایرلند بود.